# 2252 CERGA
2252 CERGA (1978 VT) là một tiểu hành tinh vành đai chính được phát hiện ngày 1 tháng 11 năm 1978 bởi K. Tomita ở Caussols.